# Condado de Walker (Georgia)
El condado de Walker (en inglés: Walker County), fundado en 1833, es uno de 159 condados del estado estadounidense de Georgia. En el año 2000, el condado tenía una población de 61 053 habitantes y una densidad poblacional de 53 personas por km². La sede del condado es LaFayette.

## Geografía
Según la Oficina del Censo, el condado tiene un área total de 1158 km² (447,1 mi²), de la cual 1157 km² (446,7 mi²) es tierra y 1 km² (0,4 mi²) (0.10%) es agua.

### Condados adyacentes
- Condado de Hamilton (Tennessee) (norte)
- Condado de Catoosa (noreste)
- Condado de Whitfield (este)
- Condado de Gordon (sureste)
- Condado de Floyd (sur)
- Condado de Chattooga (suroeste)
- Condado de DeKalb (Alabama) (suroeste)
- Condado de Dade (oeste)

## Demografía
Según el censo de 2000, había 61 053 personas, 23 605 hogares y 17 467 familias residiendo en la localidad. La densidad de población era de 53 hab./km². Había 25 577 viviendas con una densidad media de 22 viviendas/km². El 94.43% de los habitantes eran blancos, el 3.78% afroamericanos, el 0.29% amerindios, el 0.28% asiáticos, el 0.02% isleños del Pacífico, el 0.36% de otras razas y el 0.84% pertenecía a dos o más razas. El 0.93% de la población eran hispanos o latinos de cualquier raza.
Los ingresos medios por hogar en la localidad eran de $32 406, y los ingresos medios por familia eran $39 034. Los hombres tenían unos ingresos medios de $29 448 frente a los $21 583 para las mujeres. La renta per cápita para el condado era de $15 867. Alrededor del 12.50% de la población estaban por debajo del umbral de pobreza.

## Transporte

### Principales carreteras
- U.S. Route 27
- Ruta Estatal de Georgia 2
- Ruta Estatal de Georgia 95
- Ruta Estatal de Georgia 131
- Ruta Estatal de Georgia 136
- Ruta Estatal de Georgia 156
- Ruta Estatal de Georgia 157
- Ruta Estatal de Georgia 193

## Localidades
- Chickamauga
- LaFayette
- Lookout Mountain
- Rossville
- Fort Oglethorpe

### Comunidades
- Chattanooga Valley
- Noble
- Fairview
- Kensington
- Naomi
- Rock Spring
- Villanow